# 杨震生
杨震生（1976年7月—），男，汉族，河北遵化人，中华人民共和国政治人物，中国共产党党员，第十三届全国人民代表大会河北地区代表。

## 生平
2018年2月24日，当选为第十三届全国人大代表。